# Freiria
Freiria ist ein Ort und eine Gemeinde im mittleren Portugal.

## Geschichte
Zu römischer lebten Menschen hier. So liegt eine römische Villa hier.
Seit dem 15. oder 16. Jahrhundert ist Freiria eine eigene Gemeinde. Die Gemeindekirche aus dieser Zeit steht heute unter Denkmalschutz.
Seit den Verwaltungsreformen nach der Liberalen Revolution 1821 gehörte Freiria zum Kreis Azueira, seit dessen Auflösung 1855 ist Freiria eine Gemeinde des Kreises Torres Vedras.

## Verwaltung
Freiria ist Sitz einer gleichnamigen Gemeinde (Freguesia) im Kreis von Torres Vedras im Distrikt Lissabon. In ihr leben 2436 Einwohner (Stand 19. April 2021).
Folgende Ortschaften, Ortsteile und Plätze liegen in der Gemeinde:
| - Asseiceira - Casal Sicó - Casal das Fontaínhas (Asseiceira) - Casal das Lameiras - Casal do Almargem - Casal do Machado - Casal do Mato Grande - Casal do Vale - Casal Troviscal - Castelhana | - Chãos - Colaria - Concelhos - Freiria - Mouxaria - Paúl - Poços - Quinta da Mata - Quinta Nova - Sarreira | - Sendieira - Casal do Outeirinho - Casal da Portela - Casal da Mata Galega - Fonte Branca - Casal do Chicharal - Casal do Vais - Casal das Fontainhas (Paúl) - Casal do Vale de Merendas |